# خبرگزاری قطر (قنا)
خبرگزاری قطر (انگلیسی: Qatar News Agency) (مخفف انگلیسی: QNA) و مخفف فارسی (قنا) خبرگزاری دولتی کشور قطر است. این خبرگزاری که در ۲۵ می ۱۹۷۵ پایه‌گذاری شد
قنا، تنها خبرگزاری رسمی قطر است و به پنج زبان عربی، انگلیسی، فرانسه، آلمانی و اسپانیایی خبرهای خود را منتشر می‌کند.
این درحالیست که مشهورترین رسانه وابسته به قطر شبکه ماهواره ای الجزیره است.

#### هک قنا
در ۲۴ می ۲۰۱۷ قرار گرفتن یک خبر بر روی این خبرگزاری از قول امیر قطر که حاکی از تفاوت رویکرد قطر با عربستان سعودی در قبال ایران بود، موجب جنجال سیاسی بزرگی بین دو کشور شد به گونه ای که عربستان و چندین کشور دیگر عربی رابطه خود با قطر را قطع کردند. قطر بعداً اعلام کرد که این خبرگزاری هک شده بود. قطر همچنین اعلام کرد که تحقیقات نشان می‌دهد این هک از ریاض پایتخت عربستان سعودی انجام شده بود.